# Planolinus pratensis
Planolinus pratensis är en skalbaggsart som beskrevs av Shuhei Nomura och Takeshiko Nakane 1951. Planolinus pratensis ingår i släktet Planolinus och familjen Aphodiidae. Inga underarter finns listade i Catalogue of Life.